# Damgan
Damgan en francés y en bretón,  es una localidad y comuna francesa en la región administrativa de Bretaña, en el departamento de Morbihan. 
La comuna posee 8 km de playas y una estación balnearia desde principios del siglo XX.

## Demografía
| 812 | 814 | 874 | 905 | 1032 | 1327 | 1445 |
| Para los censos de 1962 a 1999 la población legal corresponde a la población sin duplicidades (Fuente: INSEE [Consultar]) |     |     |     |      |      |      |

## Economía
El turismo, las actividades balnearias y una importante actividad ostreícola constituyen las principales fuentes económicas de la comuna.